# Кой-Асан Татарский
Кой-Аса́н Тата́рский, также Кой-Асан (укр. Кой-Асан Татарський, крымскотат. Tatar Qoy Asan, Татар Къой Асан) — исчезнувшее село в Ленинском районе Республики Крым, располагавшееся на западе района, на Ак-Монайском перешейке, соединяющем Керченский полуостров с основной частью Крыма, в балке Курпеченской (Кой-Асан), примерно в 2 км к юго-востоку от современного села Фронтовое. Сейчас место Кой-Асана затоплено водами Фронтового водохранилища.

## История
Первое документальное упоминание села встречается в Камеральном Описании Крыма… 1784 года, судя по которому, в последний период Крымского ханства Кой Гасан входил в Арабатский кадылык Кефинского каймаканства.
После присоединения Крыма к России (8) 19 апреля 1783 года, (8) 19 февраля 1784 года, именным указом Екатерины II сенату, на территории бывшего Крымского Ханства была образована Таврическая область и деревня была приписана к Левкопольскому, а после ликвидации в 1787 году Левкопольского — к Феодосийскому уезду Таврической области. После Павловских реформ, с 1796 по 1802 год, входила в Акмечетский уезд Новороссийской губернии. По новому административному делению, после создания 8 (20) октября 1802 года Таврической губернии, Кой-Асан был включён в состав Парпачской волости Феодосийского уезда.
По Ведомости о числе селений, названиях оных, в них дворов… состоящих в Феодосийском уезде от 14 октября 1805 года, в деревне Коясак числилось 7 дворов и 68 жителей. На военно-топографической карте генерал-майора Мухина 1817 года деревня Койгасан обозначена с 7 дворами. После реформы волостного деления 1829 года Коясан, согласно «Ведомости о казённых волостях Таврической губернии 1829 года», отнесли к Агерманской волости (переименованной из Парпачской). На карте 1836 года в деревне 14 татарских дворов и 4 русских, а на карте 1842 года Кой Асан обозначен условным знаком «малая деревня», то есть, менее 5 дворов.
В 1860-х годах, после земской реформы Александра II, деревню приписали к Арма-Элинской волости. Согласно «Памятной книжке Таврической губернии за 1867 год», деревня Коясан была покинута жителями в 1860—1864 годах, в результате эмиграции крымских татар, особенно массовой после Крымской войны 1853—1856 годов, в Турцию и представляла собой пустое место — видимо, была разорена а, согласно «Списку населённых мест Таврической губернии по сведениям 1864 года», составленному по результатам VIII ревизии 1864 года, Коясан — владельческая русская деревня «на почтовой дороге из Феодосии в Геническ» с 25 дворами и 105 жителями при колодцах. По обследованиям профессора А. Н. Козловского начала 1860-х годов, в селении «все без исключения колодцы с весьма солёною водою, годною лишь для животных. Людьми же в пищу не употребляется». На трёхверстовой карте Шуберта 1865—1876 года в деревне Кой-Асан обозначено 24 двора. По «Памятной книге Таврической губернии 1889 года», по результатам Х ревизии 1887 года, в деревне Кой-Асан, уже Владиславской волости, числился 51 двор и 300 жителей. По «…Памятной книжке Таврической губернии на 1892 год» в деревне Коясан (татарский), входившей в Арма-Элинское сельское общество, числилось 256 жителей в 8 домохозяйствах, а в не входившем в сельское общество — 39 безземельных жителей, домохозяйств не имеющих.
После земской реформы 1890-х годов деревня осталась в составе преобразованной Владиславской волости. На верстовой карте Крыма 1896 года в селении обозначено 19 дворов с татарским населением. По «…Памятной книжке Таврической губернии на 1902 год» в деревне Коясан (татарский) числилось 239 жителей в 8 домохозяйствах. По Статистическому справочнику Таврической губернии. Ч.II-я. Статистический очерк, выпуск пятый Феодосийский уезд, 1915 год, в деревне Кой-Асан татарский Владиславской волости Феодосийского уезда числилось 28 дворов (15 дворов с землёй, 13 — безземельные) с татарским населением в количестве 66 человек приписных жителей и 155 — «посторонних», из которых 105 мужчин и 116 женщин. Жители владели 600 десятинами удобной земли. В хозяйствах имелось 50 лошадей, 20 волов, 15 коров и 200 голов овец, свиней, или коз.
После установления в Крыму Советской власти, по постановлению Крымревкома от 8 января 1921 года была упразднена волостная система и село вошло в состав вновь созданного Владиславовского района Феодосийского уезда, а в 1922 году уезды получили название округов. 11 октября 1923 года, согласно постановлению ВЦИК, в административное деление Крымской АССР были внесены изменения, в результате которых округа ликвидировались и Владиславовский район стал самостоятельной административной единицей. Декретом ВЦИК от 04 сентября 1924 года «Об упразднении некоторых районов Автономной Крымской С. С. Р.» в октябре 1924 года район был преобразован в Феодосийский и село включили в его состав. Согласно Списку населённых пунктов Крымской АССР по Всесоюзной переписи 17 декабря 1926 года, в селе Кой-Асан (татарский), Арма-Элинского сельсовета Феодосийского района, числилось 55 дворов, из них 54 крестьянских, население составляло 210 человек, из них 205 татар и 5 русских, действовала татарская школа I ступени. Постановлением ВЦИК «О реорганизации сети районов Крымской АССР» от 30 октября 1930 года из Феодосийского района был выделен (воссоздан) Старо-Крымский район (по другим сведениям 15 сентября 1931 года) и село включили в его состав, а, с образованием в 1935 году Кировского — в состав нового района. В последний раз село отмечено на километровой карте Генштаба Красной армии 1941 года.
- Братская могила советских воинов.
- Братское крадбище у плотины водохранилища.

Во время Великой Отечественной войны в районе села в ходе проведения Керченско-Феодосийской десантной операции в январе—мае 1942 года воины 302-й, 138-й, 390-й, 143-й стрелковых дивизий, 55-й танковой бригады и других частей 51-й армии вели наступательные и оборонительные бои, в которых погибло более 3030 бойцов, похороненных в братских могилах (в ней же покоятся воины Приморской армии, павшие при Освобождении Крыма в 1944 году). На месте захоронения установлена мемориальная композиция. Другой мемориальный комплекс в районе бывшего села — братское кладбище, устроенное поисковиками у дамбы Фронтового водохранилища. Здесь захоронено в одиночных могилах 659 останков советских солдат, обнаруженных в ходе поисковых действий с 2005 года по 2009 год. Постановлением Совета министров Республики Крым № 627 от 20 декабря 2016 года оба памятника отнесены к категории объектов культурного наследия России.
Видимо, селение в результате ожесточённых боёв было сильно разрушено, а также, учитывая состоявшуюся 18 мая 1944 года (по постановлению ГКО № 5859 от 11 мая 1944 года) депортацию крымских татар, Кой-Асан Татарский фактически перестал существовать и был исключён из учётных данных в 1948 году.

### Динамика численности населения
| - 1805 год — 68 чел. - 1864 год — 105 чел. - 1889 год — 300 чел. - 1892 год — 256 чел. | - 1902 год — 239 чел. - 1915 год — 66/155 чел. - 1926 год — 210 чел. |